# Tuluin
Tuluin (fl. VI secolo) è stato un principe e dux ostrogoto, generale dell'esercito gotico durante il regno in Italia del re Teodorico il Grande (493-526).

## Biografia
Della famiglia degli Amali, partecipò nel 504 alla spedizione ostrogota condotta in Pannonia e alla presa di Sirmio, e si distinse in Provenza nel 508-509, al fianco di Ibba e Mammo, contro i Franchi di Clodoveo, che stavano invadendo il territorio dei Visigoti del re Alarico II, genero del re Teodorico.
Successivamente, durante il conflitto tra Franchi e Burgundi del 523, il re Teodorico gli comandò di recarsi in Burgundia per vendicare l'assassinio del nipote Sigerico, in nome del germanico Faid. Tuttavia, Teodorico, d'accordo con i Franchi contro i Burgundi del re Sigismondo, ordinò a Tuluin di marciare lentamente e di accelerare solo nel caso venisse a conoscenza della vittoria dei Franchi: in questo modo gli Ostrogoti cercavano di ottenere il massimo risultato con il minimo impegno.
I burgundi furono sgominati dai franchi dopo una violenta lotta, ma questi ultimi incolparono Tuluin per il ritardo. Ma questi si giustificò con gli ostacoli trovati sulle strade di montagna nelle Alpi,, dando così possibilità a Gondomaro, nuovo re dei burgundi, di riorganizzare l'esercito e riconquistare parte del territorio. Alla fine il regno borgognone fu condiviso in tre parti, permettendo agli ostrogoti di acquisire, senza un solo guerriero ucciso, metà circa del territorio. Per far sì che Tuluin e le sue truppe partissero intatte, il re borgognone Gondomaro  diede al regno ostrogoto cinque città situate a sud della Drôme.
Sotto il regno del giovane re Atalarico (526-534), Tuluin faceva parte dell'entourage della regina reggente Amalasunta: era già praepositus sacri cubiculi sotto Teodorico, divenne patricius praesentalis, con diritto di sedere in Senato e di assumere la cittadinanza romana e inoltre gli fu affidato il comando dell'esercito.